# Лондон, Шармэйн
Шармэйн Киттридж Лондон (англ. Charmian Kittredge London, 27 ноября, 1871 — 14 января, 1955) — американская писательница, политическая активистка, вторая жена Джека Лондона. В русской литературе встречается написание её имени, как Чармейн или Чармиан.

## Биография
«Клара» Шармэйн Киттридж родилась в семье поэтессы и писательницы Дайель «Дейзи» Уайли и владельца отеля Уилларда «Китта» Киттриджа в Уилмингтоне, бухте в южной части современного Лос-Анджелеса. Её мать умерла в 1877 году, когда Шармэйн было шесть лет. По решению родственников, Уиллард отправил её на воспитание к тётке Нинетте «Нетте» Уайли Имс и её мужу Роско Имсу в Окленд. У супругов не было собственных детей. Нинетта Уайли Имс была известной писательницей и редактором. Больше Шармэйн не видела своего отца, он умер, когда ей исполнилось 14 лет.
Шармэйн обучалась дома. Тётка преподавала ей литературу, язык, живопись и игру на фортепиано. А также знакомила её с идеями суфражизма, социализма и вегетарианства. Роско Имс обучил племянницу стенографии, машинописи и бухгалтерскому учету. В это же время, в течение двух лет, она посещала занятия в Mills College, частном учебном заведении, устроенном на прогрессивных и либеральных принципах. В частности, специализировавшемся на качественном академическом образовании для женщин. Свою учебу Шармэйн частично оплачивала сама, работая секретаршей у основательницы колледжа Сьюзан Миллс.
Когда семья Имсов переехала в Беркли, Шармэйн познакомилась с представителями движения «Искусства и ремёсла», которые сильно повлияли на её творческое становление. Также Шармэйн увлеклась фотографией и верховой ездой.
В возрасте за двадцать она представляла собой нетипичную женщину своего времени: имела образование, работала секретаршей в судоходной фирме, публиковалась, как журналистка и фотограф. Она ставила перед собой задачу обеспечивать собственную жизнь. Имела собственную лошадь, конюшню и горничную-шведку на полставки.
Первое знакомство с Джеком Лондоном случилось в конце 1890-х или 1900 году, когда Шармэйн подрабатывала в редакции журнала Overland Monthly, которым руководил её приёмный отец. Она опубликовала восхищённую рецензию на книгу Лондона «Сын волка», и тем самым обратила внимание писателя на себя. Однако в то время их знакомство было поверхностным, сама Шармэйн находилась в отношениях с мужчиной, а Лондон был женат первым браком на Элизабет Маддерн. Они ещё несколько раз встречались в доме тёти Шармэйн, но их главным знакомством, судя по всему, стала совместная трёхдневная поездка на поезде из Сан-Франциско в Чикаго. Уже во время работы военным корреспондентом на Русско-японской войне Лондон посылал Шармэйн любовные письма. По возвращении с театра военных действий в 1904 году он развёлся с Элизабет Маддерн. 19 ноября 1905 года Джек и Шармэйн сочетались браком.
После смерти мужа в 1916 году, Шармэйн продолжила заниматься его творческим наследием. Готовила к изданию оставшиеся рукописи, писала предисловия к новым изданиям, активно сотрудничала с биографами писателя. Она также продолжала публиковаться, как журналистка. Она умерла 14 января 1955 года. Её прах похоронен вместе с частицей праха Джек Лондона (большая часть праха по завещанию писателя была развеяна над океаном) на заднем дворе их поместья «Волчье логово».

## Жизнь с Джеком Лондоном

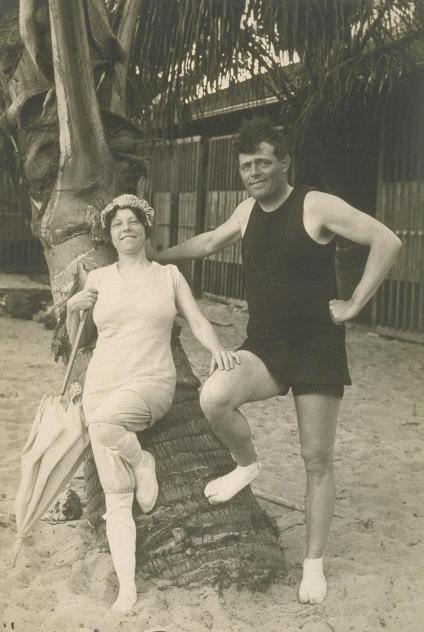
С Джеком Лондоном на Вайкики, в 1915 году

Медовый месяц молодожёны провели в путешествии на Ямайку и Кубу, которая недавно приобрела независимость. Однако вернее было бы назвать это путешествие — турне, во время которого Лондон выступал с лекциями, пропагандирующими социализм. После возвращения супруги поселились в местечке Уэйк Робин и планировали приобрести ранчо в округе Сонома. Под впечатлением от чтения книги «Один под парусом вокруг света» Джошуа Слокама, они загорелись идеей собственного кругосветного путешествия. Оно, впоследствии, было частично осуществлено и стало известным, как «Путешествие на „Снарке“».
Детей у супругов не было. Несколько попыток выносить ребёнка закончились выкидышем. Единственная дочь Джой прожила менее двух суток (19 июня — 21 июня 1910 года).

## Взгляды
Шармэйн Киттридж была феминисткой, разделяла идеалы «Новой женщины». Их сексуальные отношения с Лондоном носили открытый характер, она продолжала заводить любовников, как во время брака с Лондоном, так и после его смерти. Однако только с Лондоном она состояла в официальном браке, так же после его смерти она не связывала себя ни с кем длительными отношениями. Одним из её любовников был Гарри Гудини. После смерти мужа, Шармэйн укоряла биографов Лондона в том, что они намерено создавали его гипермакскулинный и мачистский образ, в то время, как его сексуальные предпочтения были более разнообразными.